# ریموند ویل
ریموند ویل (انگلیسی: Raymond Weil) شرکت کالای لوکس سوئیسی است، که در سال ۱۹۷۶ تأسیس شد.